# Port lotniczy Antonio Roldan Betancourt
Port lotniczy Antonio Roldan Betancourt (IATA: APO, ICAO: SKLC) – port lotniczy położony w Apartadó, w Kolumbii. Nazwany na cześć gubernatora Antioquii Antonio Roldána Betancura, zabitego w zamachu bombowym 4 lipca 1989 roku przez kartel z Medellín.